# Walksfelde
Walksfelde est une commune allemande du Schleswig-Holstein, située dans l'arrondissement du duché de Lauenbourg (Kreis Herzogtum Lauenburg), à huit kilomètres à l'ouest de la ville de Mölln. Walksfelde est l'une des 25 communes de l'Amt Sandesneben-Nusse dont le siège est à Sandesneben.